# Bernard Lens II
Pour les articles homonymes, voir Lens.
Bernard Lens II (1659-1725) est un graveur et éditeur anglais et britannique, adepte de la manière noire.

## Biographie

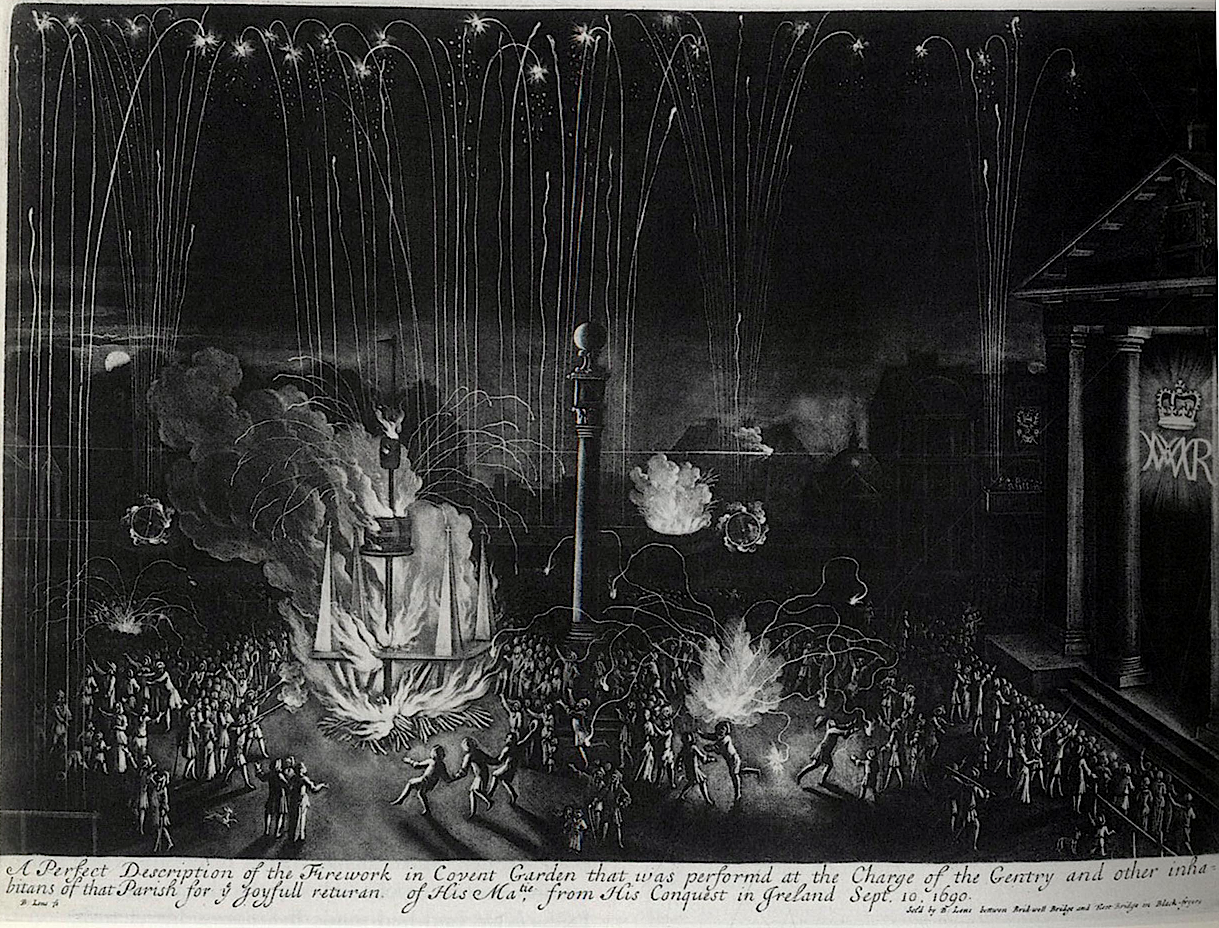
A Perfect Description of the Firework in Covent Garden (1690), manière noire de Bernard Lens II.

Fils du peintre d'origine hollandaise Bernard Lens I (en), un artiste peu connu, spécialisé dans la production de portraits et figures à l'émail,, Bernard Lens II s'installe à Londres en tant que graveur, et développe la technique de la manière noire. Il a co-dirigé une école de dessin avec John Sturt.
L'œuvre de Bernard Lens II, consiste principalement à l'amélioration de cette technique, à une époque où l'on recherchait à obtenir des effets plus constrastés, des tons plus marqués, en marge de l'eau-forte et du burin. Selon Malcolm Charles Salaman, « son travail le plus remarquable » consiste en un portrait exécuté d'après une toile représentant Lady Mary Tudor (1673-1726). Salaman souligne également la capacacité absolument unique chez Lens à rendre par la manière noire les effets de lumière, et donne comme exemple sa série Fireworks (Feux d'artifice),. Ces estampes, célébrant la fin des révoltes jacobites le 10 septembre 1690, sont « l'exemple même de l'impact du politique sur les représentations durant cette époque ».
Bernard Lens II est le père du miniaturiste Bernard Lens III. Père et fils collaborèrent ensemble sur des projets communs, par exemple, au moment du voyage à Londres de chefs amérindiens, en 1710. Durant les derniers jours de leur visite, Bernard Lens II fit le portrait des quatre chefs de la délégation, série exécutée en manière noire et éditée sous la forme d'un album légendé.